# Ezüstmintás tündérmoly
Az ezüstmintás tündérmoly (Pyroderces argyrogrammos) a valódi lepkék (Glossata) alrendjébe tartozó tündérmolyfélék (Cosmopterigidae) családjának (Cosmopteriginae alcsaládjának) egyik, hazánkban is honos faja.

## Elterjedése, élőhelye
Közép- és Dél-Európa mellett Elő-Ázsiában is előfordul. Hazánkban mindenfelé megtalálható, de igazán a száraz élőhelyekre jellemző.

## Megjelenése
Világos őzbarna szárnyát ezüstösen csillogó sávok díszítik. Szárnyának fesztávolsága 12–14 mm.

## Életmódja
Egy évben két generációja nő fel; a hernyó telel át. Tápnövényei a búzavirág (Centaurea sp.) és a bábakalács (Carlina sp.), amiken az egyik hernyónemzedék nyáron, a másik ősztől tavaszig él.